# Heterocerus sericans
Heterocerus sericans är en skalbaggsart som beskrevs av Ernst Hellmuth von Kiesenwetter 1843. Heterocerus sericans ingår i släktet Heterocerus, och familjen strandgrävbaggar. Det är osäkert om arten förekommer i Sverige.